# Apátfalvi Czene János
Apátfalvi Czene János (Budapest, 1904. október 24. – Budapest, 1984. november 23.) magyar festőművész.

## Apátfalvi Czene János élete és munkássága
1904. október 24-én Budapesten (Újpest) született. Gimnáziumi tanulmánya befejezése után a Magyar Királyi Képzőművészeti Főiskolára iratkozott be. Ott Rudnay Gyula, Lyka Károly, Kisfaludi Strobl Zsigmond és Csók István voltak a mesterei. Első kiállítása 1926-ban volt. Ezt követően kb. 60-70 tárlaton vett részt 25 éven keresztül. 8 alkalommal volt nagy önálló gyűjteményes kiállítása. Néhány példa: 1930-ban az Ernst Múzeumban, 1938-ban a Műteremben, 1939-ben a Műcsarnokban, 1941-ben a Műbarát-ban. Részt vett az 1938-as velencei Biennale tárlatán is. Részben olaszországi sikerei elismeréseként 1938-1939-ben Budapest Székesfővárostól ösztöndíjat kapott. Így egy évig dolgozhatott a Római Magyar Intézetben (Collegium Hungaricum). Ottani tartózkodása alatt tanulmányutakat tett Firenzében, Nápolyban és Velencében. Munkásságáért 1930 -ban elnyerte a "Szinyei Társaság" kitüntető oklevelét. Politikai és művészi meggyőződése visszatartotta attól, hogy bekapcsolódjon az 1945 utáni Magyarország hivatalos művészeti életébe / Pld. Szocreál festészet, vagy az 1970-es 1980-as évek túlságosan felfújt absztrakt és nonfiguratív irányzatok /, így gyakorlatilag haláláig a magyar közélet mellőzte őt. Az igazsághoz tartozik, hogy nem volt egyedül ebben a sorsban. Több ismert pályatársának karrierje tört ketté akkortájt. Munkáit főleg külföldre értékesítette. 1984. november 23-án hunyt el. Halála után már többször szerepeltek képei a magyarországi "Római Iskola" történetével foglalkozó tárlatokon. Műveinek jelentős része megtalálható a hazai és külföldi magángyűjteményekben és múzeumokban. Néhány éve a Magyar Nemzeti Galéria megvásárolta "Piknik" című képét, amely az úgynevezett "Új Magyar Képtár " törzsanyagába került. Művészetének a legfontosabb jellemvonása a realista - verista felfogás. Kemény szabatos rajz, a kontúrok tisztasága jellemzik képeit. Mindezek ellenére fontos szerephez jut műveiben a gazdag színvilág is. Őt is magával ragadta a XX. század első évtizedeinek a nagy művészeti áramlata az " Új Klasszicizmus " (novecento). Itáliai tartózkodása alatt ez a hatás még jobban érvényre jut. A " római " formanyelven kívül mestere Rudnay is igen nagy hatást tett művészi fejlődésére. Így lettek a még Rómában festett képei is sajátosan "magyar ízűek" Rudnay és Olaszország szellemi hatása élete végéig elkísérte.